# Panofobia
La panofobia, chiamata anche polifobia, omnifobia, pantofobia o panfobia, è la vaga e persistente paura associata a un male sconosciuto, quindi per qualsiasi cosa. È conosciuta, in psicologia anche come "paura di tutto" o "paura non specifica".

## Storia
Il termine panofobia è stato coniato da Théodule-Armand Ribot nella sua opera La Psychologie Des Sentiments, nel 1911. Egli diede la definizione di “uno stato nel quale il paziente ha paura di tutto o niente, dove l’ansia, invece di riguardare un singolo oggetto, fluttuante come in un sogno, diventa fissa per un solo istante alla volta, passando da un oggetto all'altro, come le circostanze possono determinare”. Il termine proviene dal Greco antico πᾶν(pan), il neutro dell’aggettivo πᾶς, cioè “tutto”, e φόβος - phobos, cioè “paura”. Dal suo nome deriva il termine panico, poiché il dio si adirava con chi lo disturbasse emettendo urla terrificanti, provocando così una incontrollata paura, il panico, appunto. Alcuni racconti ci dicono che lo stesso Pan venne visto fuggire per la paura da lui stesso provocata. Secondo Erodoto, fu Pan a condurre gli Ateniesi alla vittoria nella battaglia di Maratona, costringendo i Persiani a fuggire. Si è sostenuto che il termine “pantophobia” possa effettivamente essere considerato il nome più preciso per descrivere la paura di tutto.

## Diagnosi
Non esiste una fobia specifica nel DSM-5 che fornisce i criteri per una paura riguardante tutto, anche se il sintomo che definisce la Generalized Anxiety Disorder è "eccessiva ansia e preoccupazione di un certo numero di eventi o attività". Si riscontra spesso in pazienti che soffrono di depressione e in forme neurotiche fobiche particolarmente gravi, dove i timori fobici sono onnipresenti. Analogamente, la pantofobia è uno stato di grave fobia, per cui tutto suscita inquietudine, sgomento e terrore, che si osserva in alcuni stati malinconici, associato per lo più a deliri di rovina, d'indegnità, di colpa o di dannazione.